# Magyarab
Die Magyarab (arabisch مجراب, DMG Maǧarāb) sind eine muslimische Volksgruppe ungarischer Abstammung, die entlang des Nils in Ägypten und Sudan lebt.

## Name
Wahrscheinlich setzt sich das Wort Magyarab aus den Wörtern Magyar (Eigenbezeichnung der Ungarn) und "Ab", was auf Nubisch "Stamm" bedeutet, zusammen. Die These, dass Magyarab ein Kofferwort aus "Magyar" und "Arab" ist, ist wahrscheinlich unkorrekt.

## Geschichte
Es gibt keine eindeutigen Hinweise, warum sich die Magyarab am Nil angesiedelt haben. Es liegt jedoch nahe, dass die Ungarn durch das osmanische Reich an den Nil kamen, das im 16. und 17. Jahrhundert über weite Teile Ungarns und über Ägypten und Sudan herrschte. Es gibt verschiedene Mythen zu ihrer Herkunft.
Einer Legende nach haben osmanische Soldaten ungarischer Abstammung am Nil gekämpft, sich dort niedergelassen und mit nubischen Frauen verheiratet. 
Laut Legenden der Magyarab war ihr Vorfahre der ungarische General Ibrahim el-Magyar, der 1517 aus Buda kam und eine einheimische Nubierin heiratete. Sie hatten einen Sohn namens Ali. Ali hatte fünf Söhne (Selami, Mustafa, Djelal Eddin, Musa und Iksa), und Alis fünf Söhne waren die Vorfahren aller Magyarabs.
Sie wurden erst 1935 von Europäern entdeckt, als der Ungar László Almásy und sein deutscher Kollege Hansjoachim von der Esch auf den Stamm in der nubischen Region stießen. Vertreter der Magyarab hatten versucht, mit Ungarn Kontakt aufzunehmen, konnten dies jedoch wegen des Ausbruchs des Zweiten Weltkriegs nicht tun.
Diese Menschen sprechen nun aufgrund der Mischehen mit der einheimischen nubischen und arabischen Bevölkerung nicht mehr die ungarische Sprache. Um 1934 jedoch stellte Esch, der mehrere Wochen mit den Magyarab in Wadi Halfa verbrachte, eine Liste nicht-arabischer Wörter zusammen, die nur in dieser Gemeinschaft verwendet wurden und die Almásys Meinung zufolge mit ungarischen Wörtern verwandt sind. Seine Aufzeichnungen zeigen, dass alle Magyarab im Wadi Halfa davon überzeugt waren, dass ihre Vorfahren aus "Nemsa" (das arabische Wort für Österreich) stammten, was sich auf Österreich-Ungarn beziehen könnte. Der Häuptling des Magyarab-Dorfes erzählte ihm, dass ihre Vorfahren als Gruppe "österreichischer" Soldaten unter Führung eines Mannes namens Shenghal Sendjer nach Ägypten/Sudan kamen.
Die Magyarab sind seit 1992 Mitglieder des Weltverbandes der Ungarn (ungarisch: Magyarok Világszövetsége) und stehen nach wie vor zu ihrer ungarischen Abstammung.

## Siedlungen und Kultur
Die meisten Magyarab, deren Zahl auf 7000 geschätzt wird, leben in der historischen Region Nubien am Nil entlang der ägyptisch-sudanesischen Grenze. Im Sudan leben die Magyarab meist in der Umgebung der Kleinstadt Wadi Halfa, in Ägypten in der Stadt Assuan und umliegenden Dörfern. Es gibt aber auch in Kairo einige hundert Magyarab.
Heute sprechen die Magyarab Arabisch, wobei es in ihrem Dialekt ungarische Lehnwörter gibt. Die Magyarab sind meist sunnitische Muslime, möglicherweise gibt es aufgrund der Vermischung mit den Nubiern auch koptisch-christliche Magyarab. 